# Lucky Baloyi
Lucky Given Baloyi (Mokopane, 19 giugno 1991) è un calciatore sudafricano, difensore o centrocampista del Black Leopards.

## Caratteristiche tecniche
Nato difensore centrale grazie alle sue doti fisiche, viene spostato a centrocampo dal tecnico Vladimir Vermezović dove si esprime meglio a fianco di un regista. È abile nelle marcature e possiede una buona agilità, nonostante la sua altezza.

## Carriera

### Club

#### Le giovanili e l'esordio al Kaizer Chiefs
La sua carriera da calciatore inizia nel 2003 quando, all'età di 12 anni, milita nell'accademia Tshiamo Sports per giocare a calcio. Dopo tre anni, esattamente nel 2006, viene acquistato dal Kaizer Chiefs per militare nelle varie divisioni giovanili del club. Cinque anni più tardi, viene convocato in prima squadra dove compie il suo debutto, tra i professionisti, il 1º maggio 2011 durante il match disputato contro i Mamelodi Sundowns: concluderà la sua prima stagione con i professionisti con sole due presenze. Inizia ottimamente la stagione 2011-2012: infatti diventa un titolare inamovibile della prima squadra e, il 16 novembre, segna la sua prima rete in carriera durante la partita, giocata a Polokwane, contro i Black Leopards.

### Nazionale
Dal 2011 è nel giro delle convocazioni per l'Under-20.

## Palmarès

### Club

#### Competizioni nazionali
- Coppa Telkom Charity: 1

Kaizer Chiefs: 2010
- Coppa Macufe: 1

Kaizer Chiefs: 2011